# Diospyros landii
Diospyros landii är en tvåhjärtbladig växtart som beskrevs av Paulo Bezerra Cavalcante. Diospyros landii ingår i släktet Diospyros och familjen Ebenaceae. Inga underarter finns listade i Catalogue of Life.